# 곤도 주조
곤도 주조(近藤 重蔵, こんどう じゅうぞう, 1771 - 1829년 음력 6월 16일, 혹은 9일)는 에도시대(江戸時代) 후기 막신(幕臣)인 하타모토(旗本)이자 탐험가이다. 본명은 모리시게(守重)이다. 호는 세이사이(正斎), 쇼텐신진(昇天真人)이다. 다섯 차례 에조치(蝦夷地) 탐험을 수행했다. 마미야 린조(間宮林蔵), 히라야마 코조(平山行蔵)와 함께 분세이 산조(文政の三蔵)라고도 칭한다. 현재 러시아 쿠릴열도(Kuril islands) 이투루프(Iturup) 섬(일본명 에토로후択捉)에 '대일본혜등려부(大日本恵登呂府)' 즉 '대일본 에토로후'라는 표식을 세운 인물로도 알려져 있다. 서지학(書誌學)이나 북방지도제작사에서도 논해지고 있는 인물이다.

## 생애

### 어린 시절
메이와(明和) 8년(1771년), 오사키테구미(御先手組) 요리키(与力)•곤도 모리토모(近藤守知, 혹은 곤도 우젠모리토모近藤右膳守知)의 삼남으로 에도(江戸) 고마이리(駒込)에서 태어났다. 박식하고 이름난 야마모토 호쿠잔(山本北山)에 유학(儒學)을 사사받고 동문에게 오타 긴조(太田錦城)•고가와 타이산(小川泰山)•오타 젠자이(太田全斎) 등이 있다. 유소년기부터 신동이라고 불렸으며 8세에는 사서오경(四書五經)을 암송하여 17세에는 사숙(私塾) 백산의학(白山義學)을 여는 등 예사롭지 않은 학재의 소유자였다. 생애 60여종 1,500여 권의 저작을 남겼다.
아버지의 은거 후엔 간세이(寛政) 2년(1790년)에 가독(家督)을 상속하였고 오사키테구미 요리키로서 출사하였고, 히즈케도조쿠가이호(火付盗賊改方)로서도 근무했다. 간세이 6년(1794년)에는 마츠다이라 사다노부(松平定信)가 수행한 유시마성당(湯島聖堂) 혹은 성당학문소(聖堂学問所)(1797년부터 쇼헤이자카학문소(昌平坂学問所)로 개명)의 학문음미(学問吟味)를 우수한 성적으로 합격하였고, 표장을 받았다. 간세이 7년(1795년) 나가사키부교(長崎奉行) 데즈키출역(手付出役)이 되었고 나가사키에서는 『청속기문(淸俗紀聞)』, 『안남기략(安南紀略)』, 『홍모서(紅毛書)』를 저술하였다. 간세이 9년(1797년) 4월, 부교 나카가와 타다히데(中川忠英)의 간조부교(勘定奉行) 전임과 함께 에도로 귀참(帰参)하였고 동년 12월 사키테요리키로부터 시하라이간조카타(支払勘定方)가 되었으며, 나카가와 타다히데가 겸하는 간토군다이(関東郡代) 츠케슈츠야쿠(付出役)에 임명되었다.
이에 앞선 간세이 8년(1796년) 8월, 영국 해군사관(海軍士官) 윌리엄 로버트 브로튼(William Robert Broughton)이 지휘하는 프로비던스(HMS Providence)(1791) 호가 에조치(蝦夷地) 우치우라만(内浦湾) 속에 정박하는 사건이 발생했다. 에도막부(江戸幕府)는 이것에 충격을 받았고 미와케야쿠(見分役)를 마츠마에(松前)에 파견하였으며, 히가시에조치(東蝦夷地)의 조사를 수행했다. 조사 결과 영국 선박은 단순한 표류였고 밀수도 없었으며 특별한 문제는 없다고 되었으나, 한편으론 측량을 실시했다는 것은 널리 알려졌다. 브로우튼의 탐험대는 다음해인 간세이 9년 7월에는 또다시 에토모(エトモ, 현재 무로란室蘭 일대)에 표류하였고 윤7월에 마츠마에 앞바다에 나타났다. 브로튼의 에조치 내항을 받고 곤도는 모가미 도쿠나이(最上徳内)와 행동을 함께하였다.

### 에조치 상지의 상신과 에조치 탐험
곤도 주조는 간세이(寛政) 9년 9월, 일본을 휩쓴 상황을 정리하고 친교가 있던 대학두(大学頭) 하야시 주츠사이(林述斎)를 통하여 에도막부애 해방(海防) 강화를 주장하였다. 그것은 내항하는 이국선(異国船)을 러시아와 영국으로 특정하고 에도만(江戸湾) 봉쇄라는 사태를 상정하여 에도(江戸)의 군사적 취약성과 일본 국내 시장에 주는 혼란의 크기를 지적하였던 것이다. 곤도는 또한 에조치(蝦夷地)가 무방비로 언제 외국의 지배가 미쳐도 별 수 없는 상황이라고 하여 막부직할화 즉 '상지(上知)'를 제안하였고, 그 때문에 북방조사를 진행할 것을 건의하였다.
간세10년(1798), 곤도 주조는 마쓰마에에조치고요(松前蝦夷地御用) 취급이 되어 이 직으로 네 번 에조치에 부임하였다.
막부는 간세 10년 4월, 메즈케(目付) 와타나베 준(渡辺胤) 혹은 히사조(久蔵), 츠카이한토(使番頭) 오가와치 마사토시(大河内政壽) 혹은 젠베이(善兵衛), 간조긴미야쿠(勘定吟味役) 미하시 나리카타(三橋成方) 혹은 후지에몬(藤右衛門)에게 마쓰마에로 출장갈 것을 명했다. 180명으로 된 대규모 조사대가 편성되어 에조치의 대규모조사가 이뤄졌다. 조사는 에조치 순견뿐 아니라 마쓰마에번도 그 대상이 되었다. 마쓰마에번이 누케니(抜け荷, 에도시대 밀무역)를 하고 있다는 의심도 가지고 있기 때문이었다. 와타나베, 오가와치, 미하시는 책임자로서 에조치로 가서 5월에는 마쓰마에성이 있는 후쿠야마(福山)에 도착하자, 와타나베는 여기에 머물렀고, 오가와치는 동에조치(東蝦夷地), 미하시는 서에조치(西蝦夷地)에 나뉘어서 순회하였다. 곤도 주조는 오가와치 대(隊)의 별동대로서 동에조치를 순견하였고, 후발주자 모가미 도쿠나이와 합류하였고, 도쿠나이를 안내로 하여 구나시리섬(国後島)과 에토로후섬(択捉島)을 조사하였다. 7월 에토로후섬 남단에 가까운 탄네모이(タンネモイ, 丹根萌)에 '대일본에토로후[大日本惠登呂府]'라 적힌 나무기둥을 세웠다. 표주의 문자는 다음과 같다.

大日本惠登呂府　寬政十年戊午七月　近藤重蔵　最上德內從者　下野源助 善助 金平(이하 생략)

미토번(水戸藩) 출신 기무라 겐지(木村謙次)가 작성했다. 표주에 기록된 '시모노 겐스케(下野源助)'란 기무라 겐지의 변명(変名, 신분을 숨기기 위해 사용하는 일종의 가명)이었지만, 기무라는 곤도의 종복 자격으로 에토로후에 들어간 것에서 본명을 대는 것이 지장이 있었기 때문이다. 또한 기무라 겐지의 『에조일기[蝦夷日記]』에 의하면 종자로서 12명의 아이누 이름이 작성되어 있다.

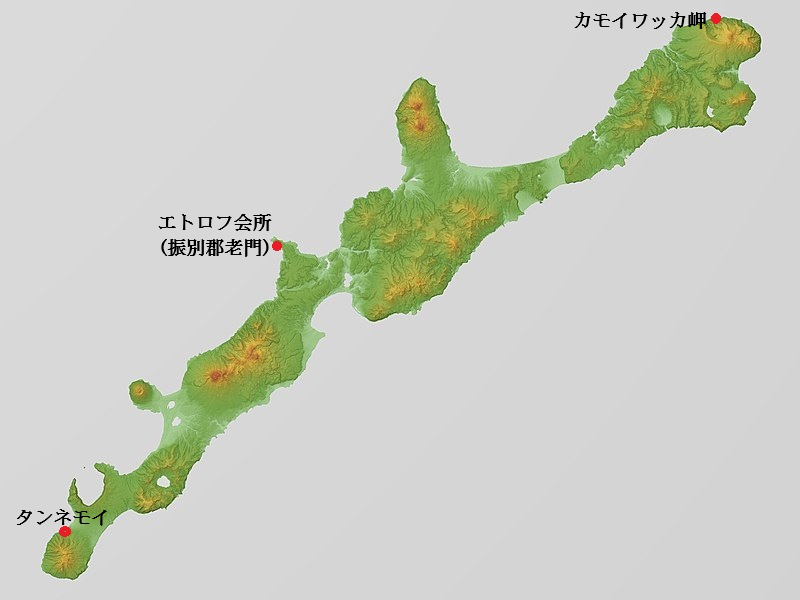
에토로후섬 지형도
----
탄네모이와 가모이왓카곶(カモイワッカ岬), 에토로후회소(エトロフ会所)의 위치

이 탐험에서 우루프섬(得撫島)에 이미 러시아인들이 입식하였던 것이 확인되었고 게다가 러시아인 입식자들이 종래와 다르게 각별하게 아이누인과 친하였으며 공손히 접대하고 있는 모습이 엿볼 수 있다는 것으로 곤도는 위기감을 강화하였다. 또한 이 탐험의 귀로에서 곤도는 히로오(広尾)에 악천후로 인해 발이 묶여 히다카(日高) 해안길이 나쁘다는 것을 통감하고 사비를 들여 도로를 열었다. '루베시베츠산도(ルベシベツ山道, 현재 히로오쵸 루베시베츠와 비타타눈케(ビタタヌンケ) 사이)로서 이는 홋카이도 도로 건설의 효시가 되었다.
간세이11년(1799年) 막부가 동에조치 가상지(仮上知, 1802년 이후는 영상지永上知)가 단행되었다. 곤도는 에조치막령화론을 강고히 제창했다. 막부측도 이를 받아들여 에조치경영과 대(對) 러시아제국 정책이 단순히 마쓰마에번 하나만의 문제로 끝나지 않는다는 판단을 내렸다. 막부로서는 곤도가 주장하는 대로 러시아 세력과 아이누가 결말맺은 것은 용이한 사태를 부른다는 인식에 서서 내린 상지 결정이었다. 곤도는 이때 류큐(琉球) 지배를 인정한 사쓰마번(薩摩藩)에의 주인장(朱印状)과는 달리 막부가 마쓰마에번에 발급한 주인장, 흑인장(黒印状)에는 에조치의 영유를 인정한 것은 전혀 아니라는 것을 지적했고 에조치 공영화(公領化)는 충분히 법적 근거를 가지고 있다고 주장했다. 또한 각지에 요시쓰네(義経) 전설이 남아 있다는 것을 알고 목상을 기진하였다. 히다카의 요시쓰네신사(義経神社)가 그것이다.

## 인물
박람강기한 곤도 주조는 학자 체질이 아니라 무인풍의 호걸 체질이었다. 남에게 책을 빌리고 돌려주지 않는 버릇이 있었고 술을 좋아했으며 상당한 호색한이었다. 키가 약 180cm에 이르러 당시로서는 거구였다. 놀랄 정도의 정력을 소유하였으나 자신이 넘쳐 방약무인한 점도 있어, 친구들이 거리를 두기도 했다. 곤도와 동행하여 '대일본 에토로후(大日本恵登呂府)' 표식을 쓴 기무라 겐지(木村謙次)는 곤도가 주조요시타네(重蔵良種)라고 이름을 바꾸려 하자, 에조인이 미나모토노 요시쓰네(源義経)의 이름을 '요시타네'라고 발음한 것에 편승하여 일부러 헷갈리는 척하는 것으로 간적(姦賊)일지도 모른다고 『에조일기(蝦夷日記)』에 기록하고 있다.
곤도 주조의 아이누 민족관에 대해서는 이민족으로서의 차별감은 보이지 않는다. 오히려 당시 서민과 비교하여도 인간으로서 열등한 점은 없다고 말하였다. 아이누 풍속에 대해 곤도는 '산발, 때 낀 얼굴, 거친 옷(麁衣), 악취'로 인해 눈뜨고 보기 어려우며 에도의 거지같다고 평하였으며 이는 생업이나 주택, 기후 등의 환경탓이며, 기질도 나쁘지 않고 지능이 높은 이들도 있어 인간으로서의 능력은 일반 일본 서민과 같다고 강조하였다. 동시에 곤도는 아이누를 일본 서민처럼 지배되어야 하는 대산느로 인식하녀 풍속과 문화를 존중하려는 의식은 딱히 없었다. 곤도는 구미 식민지적 침략으로부터 막번제국가의 위기를 구하려고 하는 지사(志士)적 의식을 가지고 있었으나, 어디까지나 막번제국가 존속을 제일로 생각하고 있었다.

## 저서
『청속기문(淸俗紀聞)』, 『안남기략(安南紀略)』, 『홍모서(紅毛書)』 세 권은 나가사키부교(長崎奉行) 데즈키(手付) 출장 재임 중에 지은 것이다. 그의 저서는 국방, 지리, 풍속, 탐험, 법제, 경제, 서지학, 고고학 등에 걸쳐 있으며, 1,500권에 미친다고도 말하지만 산일된 것도 있다. 국서간행회(国書刊行会, 1905-1922)로부터 『곤도세이사이전집(近藤正斎全集)』이 간행되고 있다.
- 『청속기문(淸俗紀聞)』
- 『안남기략(安南紀略)』
- 『외번통서(外蕃通書)』
- 『喇嘛考』
- 『近藤正斎全集』1
- 『近藤正斎全集』2
- 『近藤正斎全集』3

## 묘소
다음 2개소에 무덤이 있다.

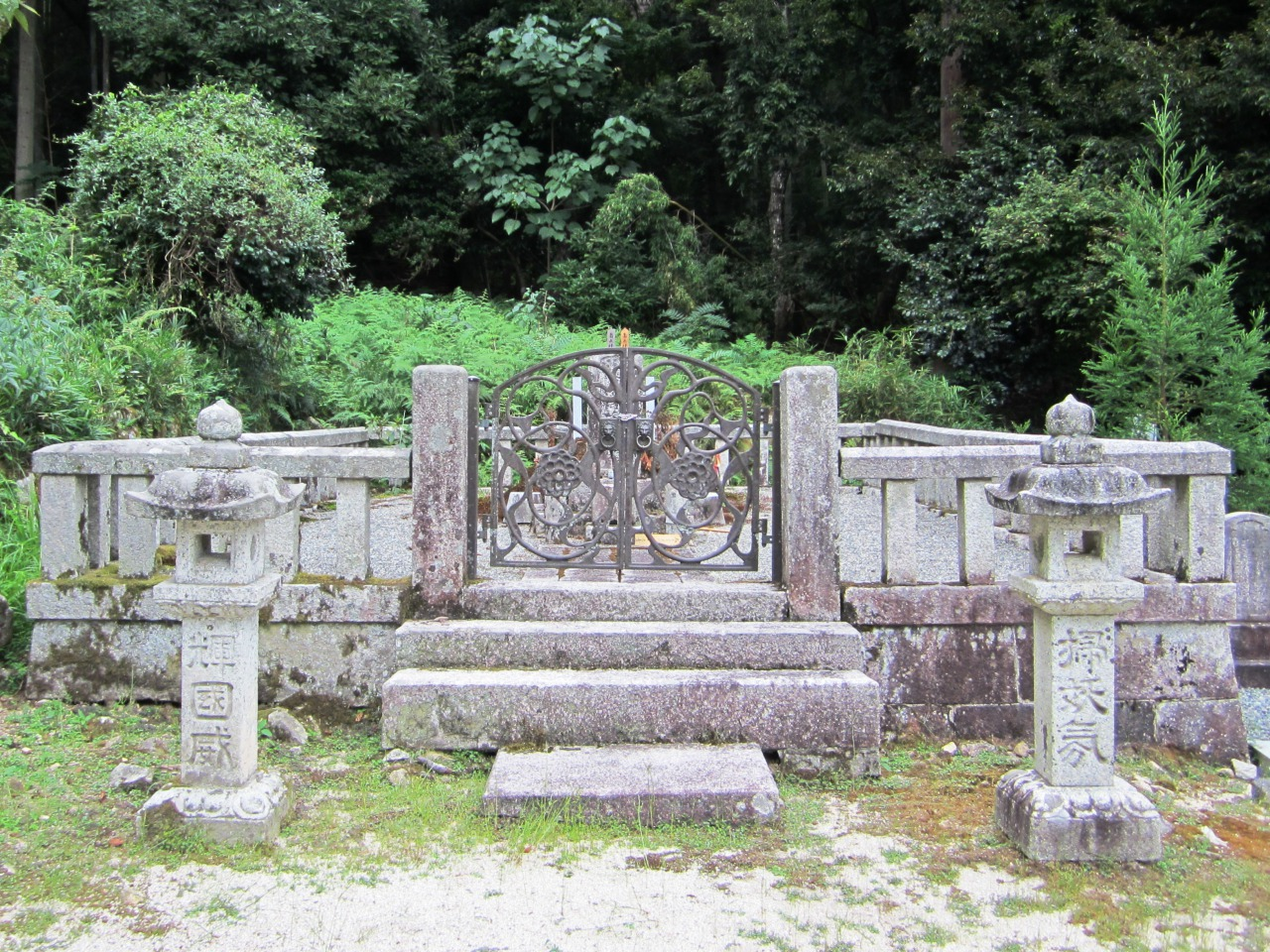
시가현(滋賀県) 다카시마시(高島市) 스이세츠인(瑞雪院) 묘지

- 사이젠지(西善寺, 東京都指定旧跡, 도쿄도(東京都) 분쿄쿠(文京区))
- 엔코지(円光寺) 탑두(塔頭) 스이세츠인(瑞雪院)(시가현 다카시마시 가츠노(勝野). 묘소는 다카시마시 지정 사적(高島市指定史跡)[1]）